# Edmond Modeste Lescarbault

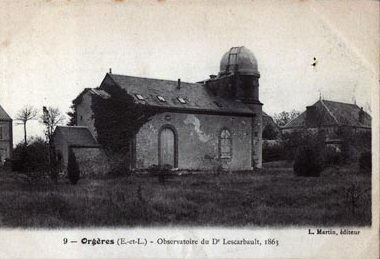
L'osservatorio di Lescarbault.

Edmond Modeste Lescarbault (Châteaudun, 11 agosto 1814 – Orgères-en-Beauce, 1º gennaio 1894) è stato un medico e astronomo francese, ricordato soprattutto per la presunta scoperta nel 1859 del pianeta ipotetico Vulcano.

## Biografia

### "Scoperta" di Vulcano
Si laureò in medicina nel 1848 con una tesi sulla febbre tifoide e iniziò ad esercitare a Orgères-en-Beauce, dove lavorò fino al 1872.
Appassionato di astronomia, costruì un osservatorio amatoriale presso casa sua con un telescopio rifrattore da 3,75 pollici (95 mm) e iniziò a corrispondere con varie società scientifiche ed eminenti astronomi. Il 26 marzo 1859 vide un piccolo oggetto in transito davanti al Sole, e avendo sentito parlare della teoria di Le Verrier riguardo ad un pianeta più interno rispetto a Mercurio chiamato Vulcano, scrisse una lettera all'astronomo e gli comunicò le sue osservazioni. Le Verrier visitò Lescarbault nel dicembre 1859, e il 2 gennaio 1860, convinto della bontà dei dati del "collega", annunciò ufficialmente la scoperta del pianeta.

### Vita successiva
Per la scoperta di Vulcano Lescarbault divenne cavaliere della Legion d'onore dietro richiesta di Le Verrier e fu invitato a numerosi convegni. Nel 1872 si ritirò dall'attività medica, dedicandosi solo all'astronomia.
Quando, alcuni anni dopo, si cominciò a dubitare dell'effettiva esistenza di Vulcano, si parlò di ritirare la Legion d'onore a Lescarbault, ma alla fine l'astronomo riuscì a conservare l'onorificenza.
Morì ad Orgères nel 1894, sempre convinto della bontà della sua scoperta.

### Eredità
I suoi manoscritti, compresi la corrispondenza con Camille Flammarion e molti manuali di gnomonica (altra disciplina di cui era appassionato), sono conservati nella Biblioteca Municipale di Châteaudun. Una meridiana di zinco da lui stesso costruita si trova ancora oggi nel parco del castello di Villeprévost, presso Tillay-le-Péneux.

## Onorificenze
La strada dove aveva il suo studio medico è ora Rue du Docteur Lescarbault in suo onore.